# Centre d'étude des crises et des conflits internationaux

Le CECRI (Centre d'étude des crises et des conflits internationaux) est un centre de recherche de l'Université catholique de Louvain (UCLouvain) consacré à l'étude des questions de géopolitique, de politique étrangère, des modes de prévention ou de résolution des crises et des conflits.

## Recherche
Les recherches au sein du CECRI sont organisées selon trois grandes thématiques :
- Mémoire et résolution des conflits
- Gestion internationale des conflits au XXIe siècle
- Les puissances sur la scène internationale : géopolitique et politique étrangère

Les programmes de recherche sont lancés pour une période prolongeable de 5 ans. Pendant cette période, ce sont les thématiques choisies qui guident les priorités du CECRI à tous les niveaux (publications, réseaux, enseignement…).

## Enseignement
Rattaché à l'École des sciences politiques et sociales de la faculté des Sciences Politiques, Économiques, Sociales et de Communication de l'Université Catholique de Louvain, l'activité du CECRI s'insère dans la formation des étudiants en relations internationales.
- Master en sciences politiques, orientation relations internationales
  - Finalité diplomatie et résolution des conflits
  - Finalité action humanitaire (Master NOHA)
- Certificat en relations internationales et analyse des conflits
- École doctorale et séminaires du CECRI
- Séminaire de préparation au concours diplomatique

## Partenariats et réseaux internationaux
Le CECRI est inséré dans les réseaux de recherche en relations internationales.
- CISMOC (Centre interdisciplinaire d'étude de l'islam dans le monde contemporain)
- CERMAC (Centre d'étude et de recherche sur le monde arabe contemporain)
- Chaires Inbev - Baillet Latour consacrées à la Russie et à la Chine
- NOHA (Network on Humanitarian Action)
- ROP (Réseau francophone de recherche sur les opérations de paix)